# 韓国系カナダ人
韓国系カナダ人（かんこくけいカナダじん、Korean Canadian、한국계 캐나다인）は、朝鮮半島に血統的由来を有するカナダ人。

## 歴史
韓国人のカナダへの移民は、1960年代後半の朴正煕政権下で行われた産業化政策の一環として、西ドイツに鉱員や看護師として派遣された技術移民者や、ブラジルなど南米地域に農業技術者として渡った者達が、契約期間を終えて本国へ帰還することを延期して、当時韓国人の主な移民先であったアメリカ合衆国より易しい基準でビザが発給されるカナダへ渡ることを選択したことが始まりとされている。留学の後の就労を目的とする移民は少数だった。
1970年代中期になると維新体制が強化され、これに反発する僑民社会の膨張を阻むため、政府単位で移民を抑制する政策がとられた。移民の抑制は約10年間続いたが、1980年代後半の民主化宣言などによって政情が変化したことに伴い、再びカナダへの移民政策も好転した。
韓国外交通商部によると、韓国人のカナダへの移民者数は、1999年に初めてアメリカを抜いてトップの割合を占める様になった。

## 著名人
- デニス・カーン（総合格闘家）
- ゲイル・キム（女子プロレスラー）
- サンドラ・オー（女優）
- グレース・パク（女優）
- マーク・リー（歌手、NCT）
- チェ・ウシク（俳優）
- アン・ヒョソプ（俳優）